# Château de Mirabello
Le château de Mirabello se trouve dans ce qui était autrefois le Parc Visconti, près de Mirabello di Pavia (it). Entre le XIVe et le XVIe siècle, il fut le siège du Capitaine du Parc, l'autorité administrant le Parc Visconti au nom des familles Visconti et Sforza. Seule une aile du château d'origine a survécu.

## Histoire
Depuis le XIIe siècle, la zone était occupée par un monastère cistercien, étendu entre les rivières Mischia et Carone, immédiatement au nord de la ville de Mirabello. En 1325, la famille Fiamberti de Pavie acquiert des biens et des terres dans la région. Ils ont probablement construit le premier château entre 1325 et 1341.
Dans la seconde moitié du XIVe siècle, Galéas II Visconti et son fils Jean Galéas  créent le parc Visconti, qui s'étend alors du château Visconti à la chartreuse de Pavie, située à 7 km au nord, et comprenait Mirabello. Un document de 1367 rapporte la vente de la partie sud du château de Mirabello de Gasparino Fiamberti à Jean Galéas Visconti. Entre 1383 et 1384, Jean Galéas Visconti détruit l'établissement religieux pour étendre le parc Visconti vers le nord. Le château de Mirabello est incorporé au parc Visconti et transformé d'une installation militaire en un manoir de chasse et de loisirs. Le château est relié au château Visconti par le Corso, une longue avenue bordée d'arbres utilisée pour les courses de chevaux.
Au XVe siècle, avec le fils de Jean Galéas, Filippo Maria Visconti, un fonctionnaire du parc (plus tard nommé capitaine du parc) dont le siège administratif est à Mirabello, a commencé à apparaître dans les documents. Galeazzo Sanseverino hérite de Mirabello probablement en 1494, à la mort du duc Jean Galéas Sforza. Il rénove le château entre 1501 et 1522, agrandit son aile ouest et ajoute le balcon avec un parapet en maçonnerie. Le roi de France, le duc d'Alençon (beau-frère de François Ier), et Galeazzo Sanseverino lui-même (grand écuyer de France depuis 1505) ont séjourné dans l'édifice dans les mois précédant la bataille du 24 février 1525, au cours de laquelle Galeazzo meurt comme beaucoup d'autres nobles de l'armée française.
Le château de Mirabello est représenté sur une fresque peinte au début du XVIe sièclee dans la Basilique San Teodoro de Pavie et attribuée à Bernardino Lanzani. Il apparaît du sud, derrière le château Visconti, parmi d'autres bâtiments du parc Visconti. Des fenêtres à meneaux sont visibles sur son mur sud.
À la mort du duc François II Sforza, Pavie passe sous le contrôle direct de Charles Quint. Le Parc Visconti continue d'être administré par un Capitaine, d'abord par Cristoforo Funk, puis par son fils Sforza, mort en 1602. Le Capitaine du Parc continue d'exister et devient l'apanage de la famille Casati. Alfonso prend le poste en 1604 et a est remplacé en 1622 par son fils Carlo Emanuele. En 1730, les Casati s'éteignent. L'administration du Parc passe à Pirro de Capitanei et plus tard à son frère Carlo Giuseppe.
En 1737, accablée de dettes, l'administration décide de faire une estimation précise des terrains et des bâtiments du Parco Vecchio et de les vendre. En 1754, le marquis Antonio Clerici achète le château de Mirabello et les bâtiments annexes.
En juillet 1767, la fille du marquis Clerici vend  les propriétés du parc Visconti, y compris les bâtiments de Mirabello, à l'hôpital San Matteo de Pavie. Le château de Mirabello  sert de ferme pendant une soixantaine d'années jusqu'au milieu du XIXe siècle. En 1854, en raison des conditions précaires, l'hôpital San Matteo effectue des restaurations. À la fin des travaux de restauration, l'hôpital San Matteo loue le château à la municipalité de Mirabello, qui en utilise les pièces du rez-de-chaussée comme école primaire et le rez-de-chaussée comme bureaux. D'autres interventions mineures sont réalisées dans le bâtiment dans les années suivantes. Au début du XXe siècle, l'aile du XVe siècle perpendiculaire au Château est démolie. Une restructuration des deux parties latérales du château suit en 1958, créant huit appartements unifamiliaux.
Le château a appartenu au Policlinico San Matteo jusqu'au début du XXIe siècle. Il a ensuite été vendu à la municipalité de Pavie.